# Bogdanovca Veche, Cimișlia
Bogdanovca Veche (în ucraineană Стара Богданівка) este un sat din cadrul orașului Cimișlia din același raion, Republica Moldova.

## Demografie

### Structura etnică
Structura etnică a localității conform recensământului populației din 2004:
| Grup etnic                    | Populație | % Procentaj |
| ----------------------------- | --------- | ----------- |
| Ucraineni                     | 1.215     | 89,80%      |
| Băștinași declarați Moldoveni | 86        | 6,36%       |
| Ruși                          | 28        | 2,07%       |
| Bulgari                       | 17        | 1,26%       |
| Găgăuzi                       | 5         | 0,37%       |
| Alții                         | 2         | 0,15%       |
| Total                         | 1.353     |             |

## Galerie de imagini

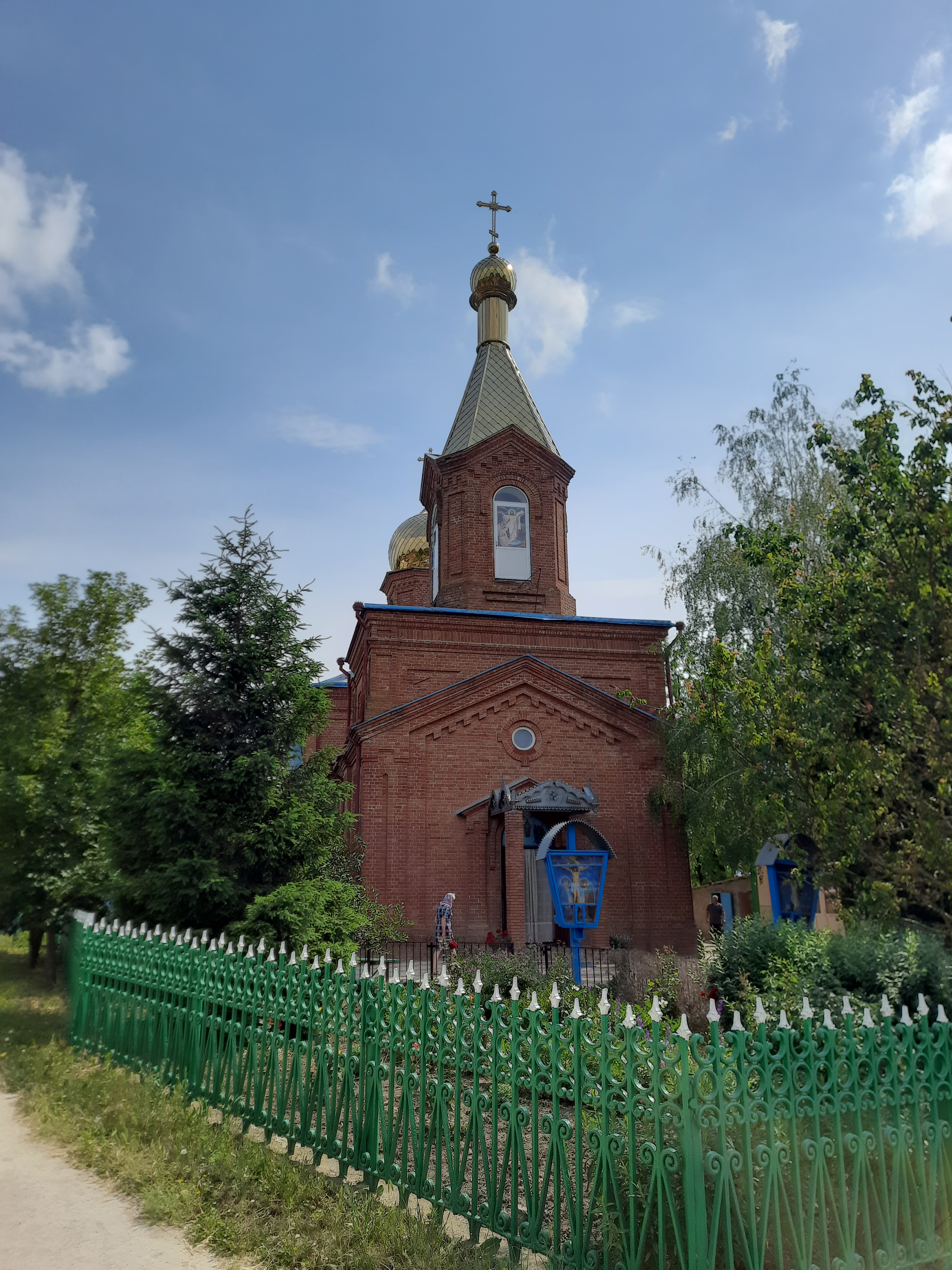
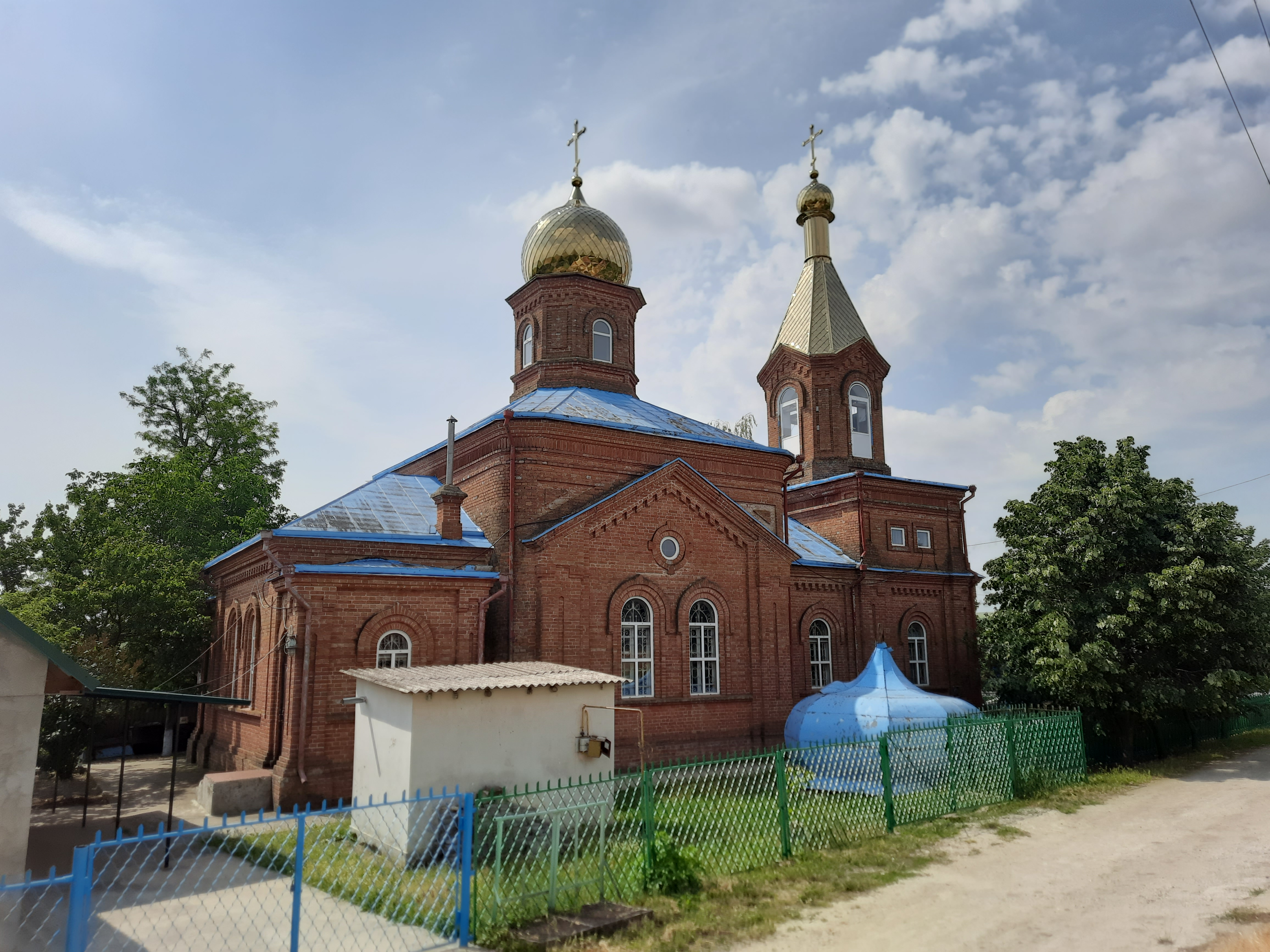
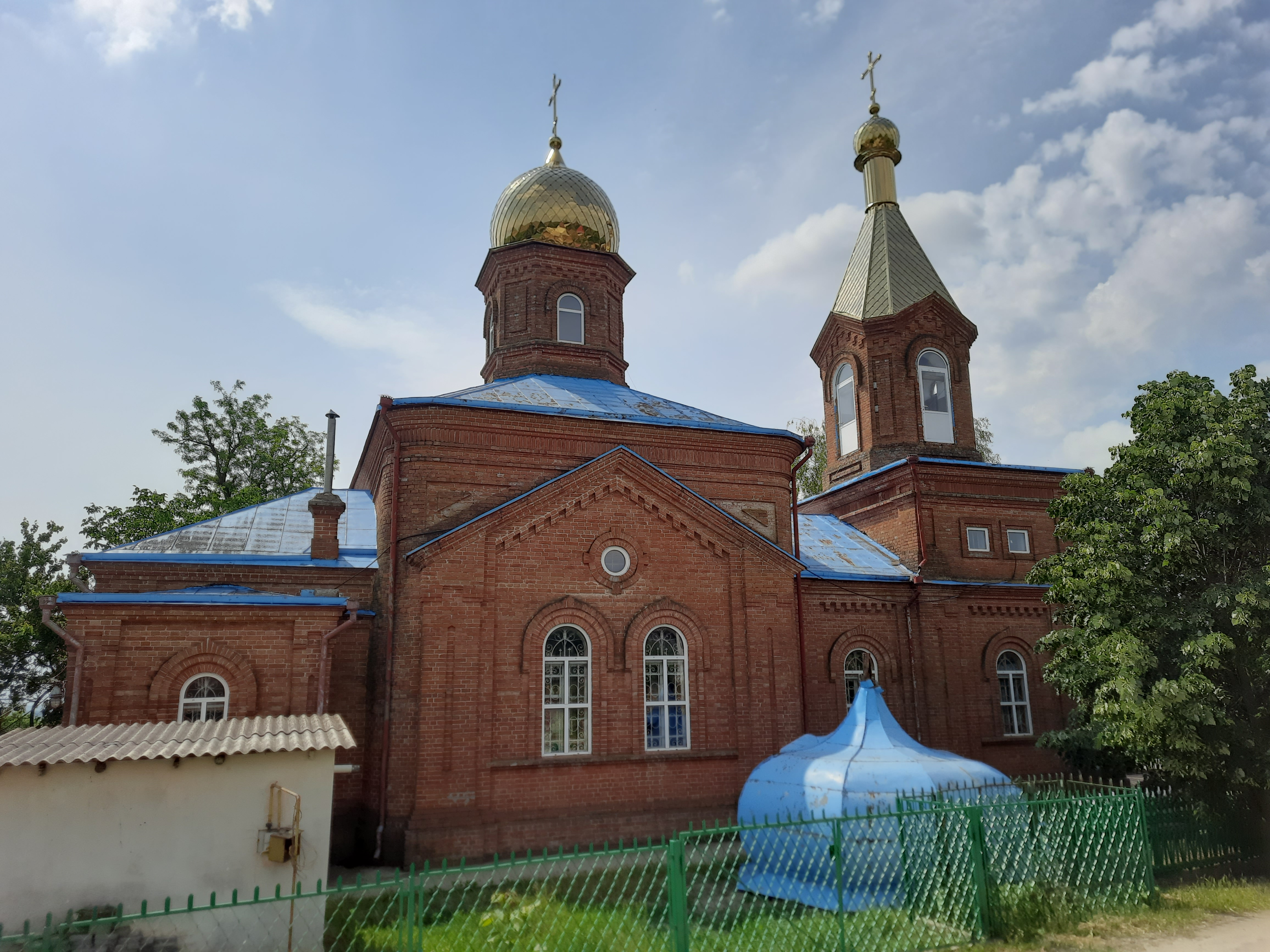
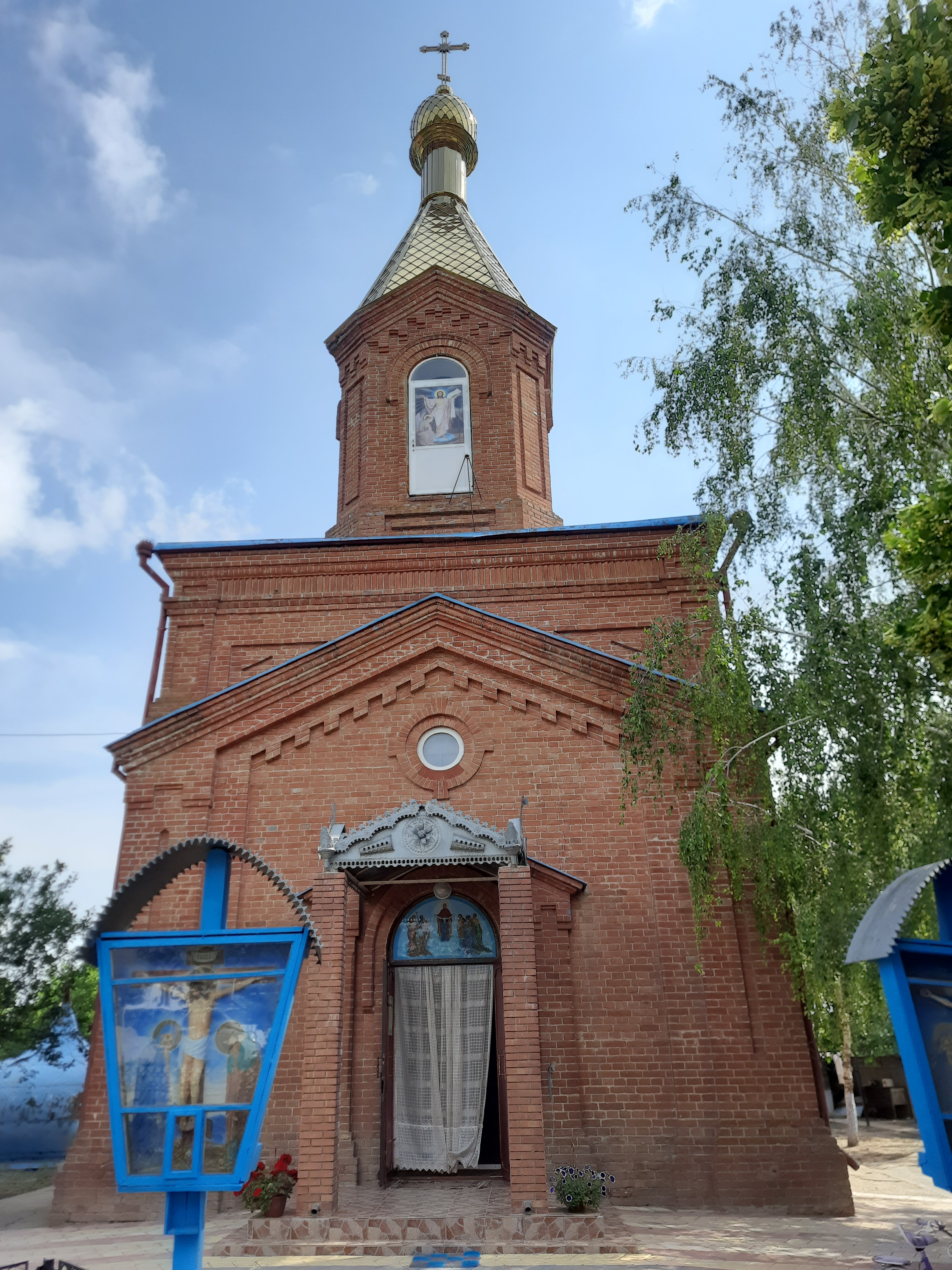
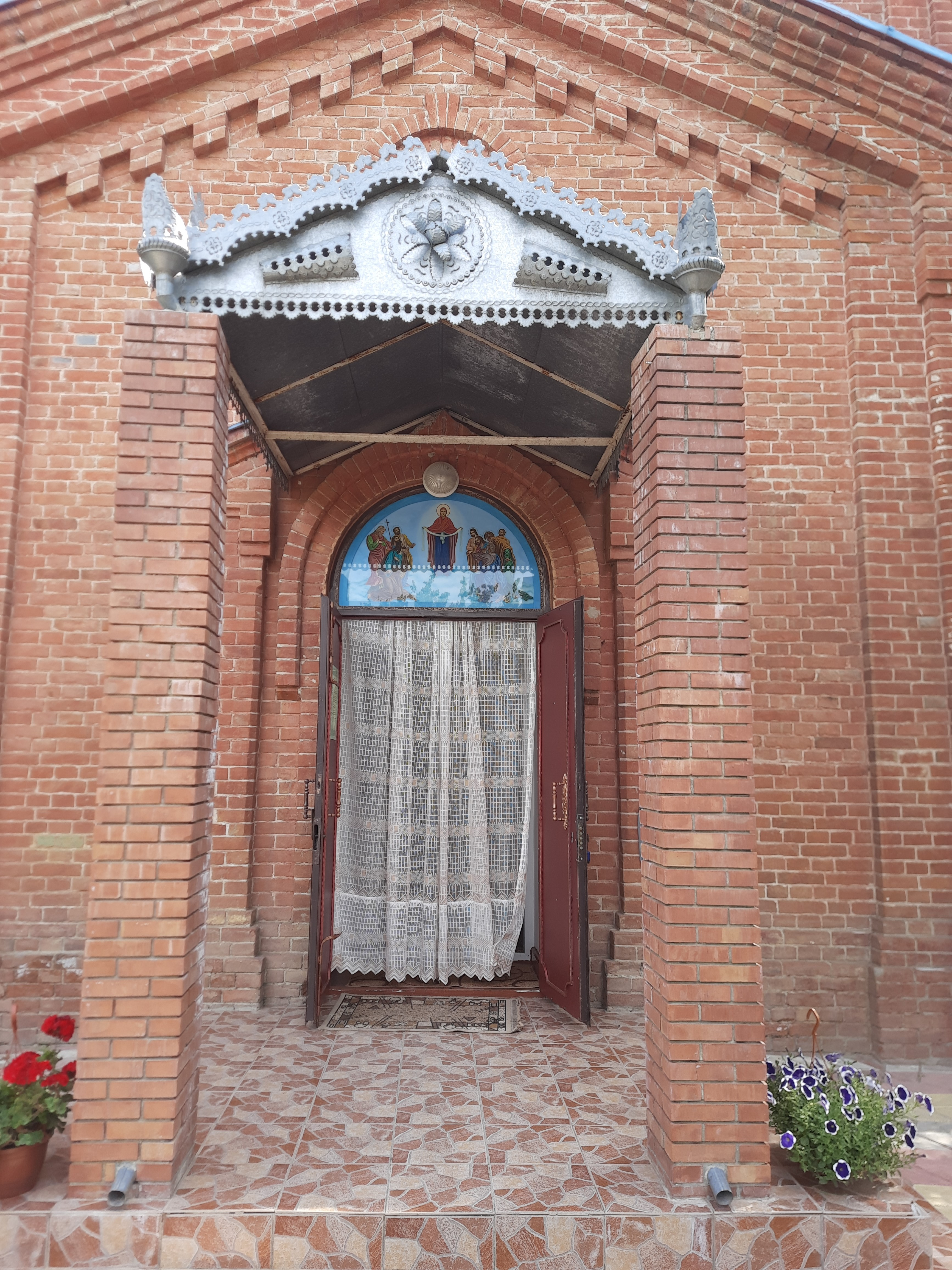
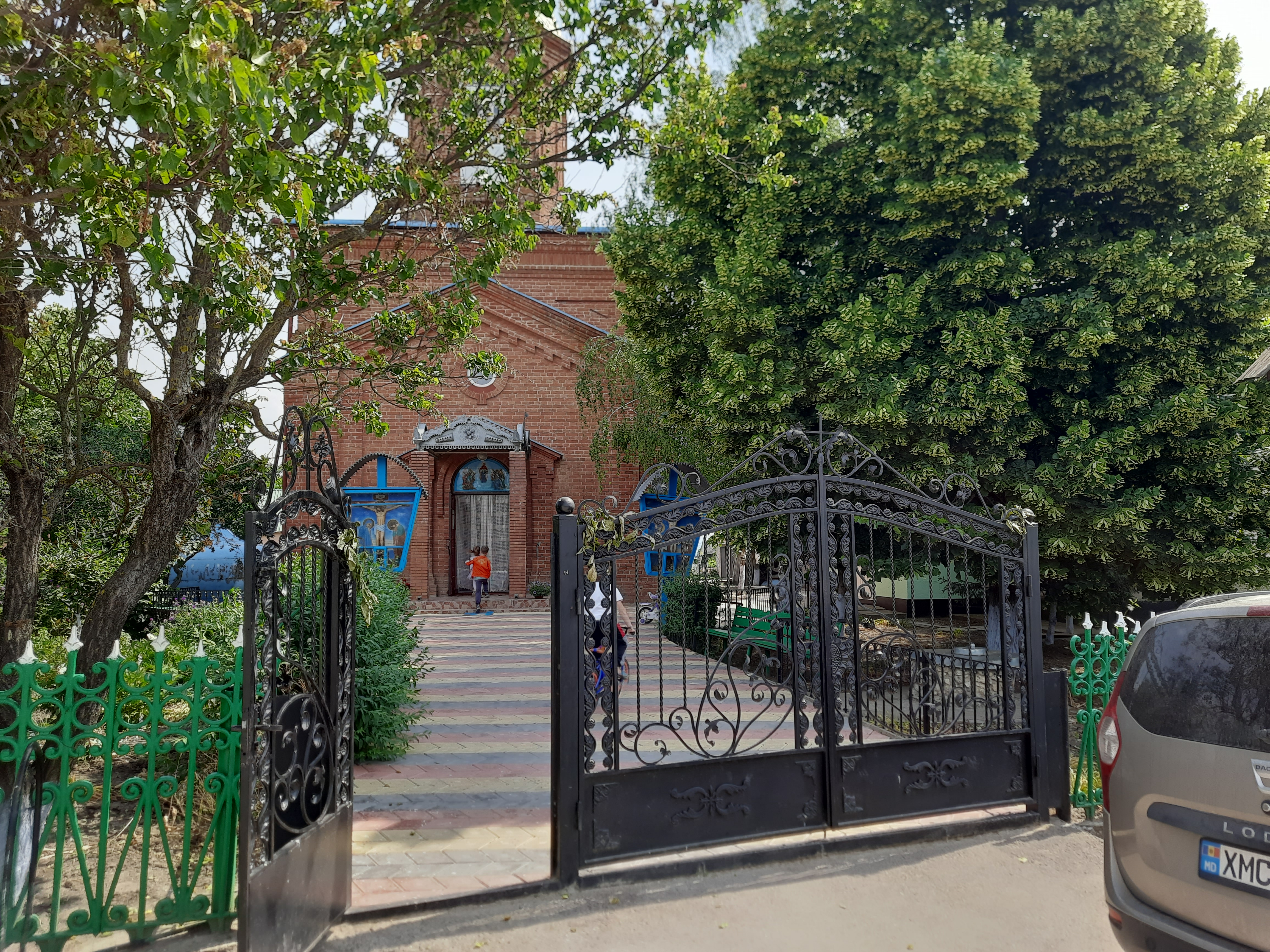

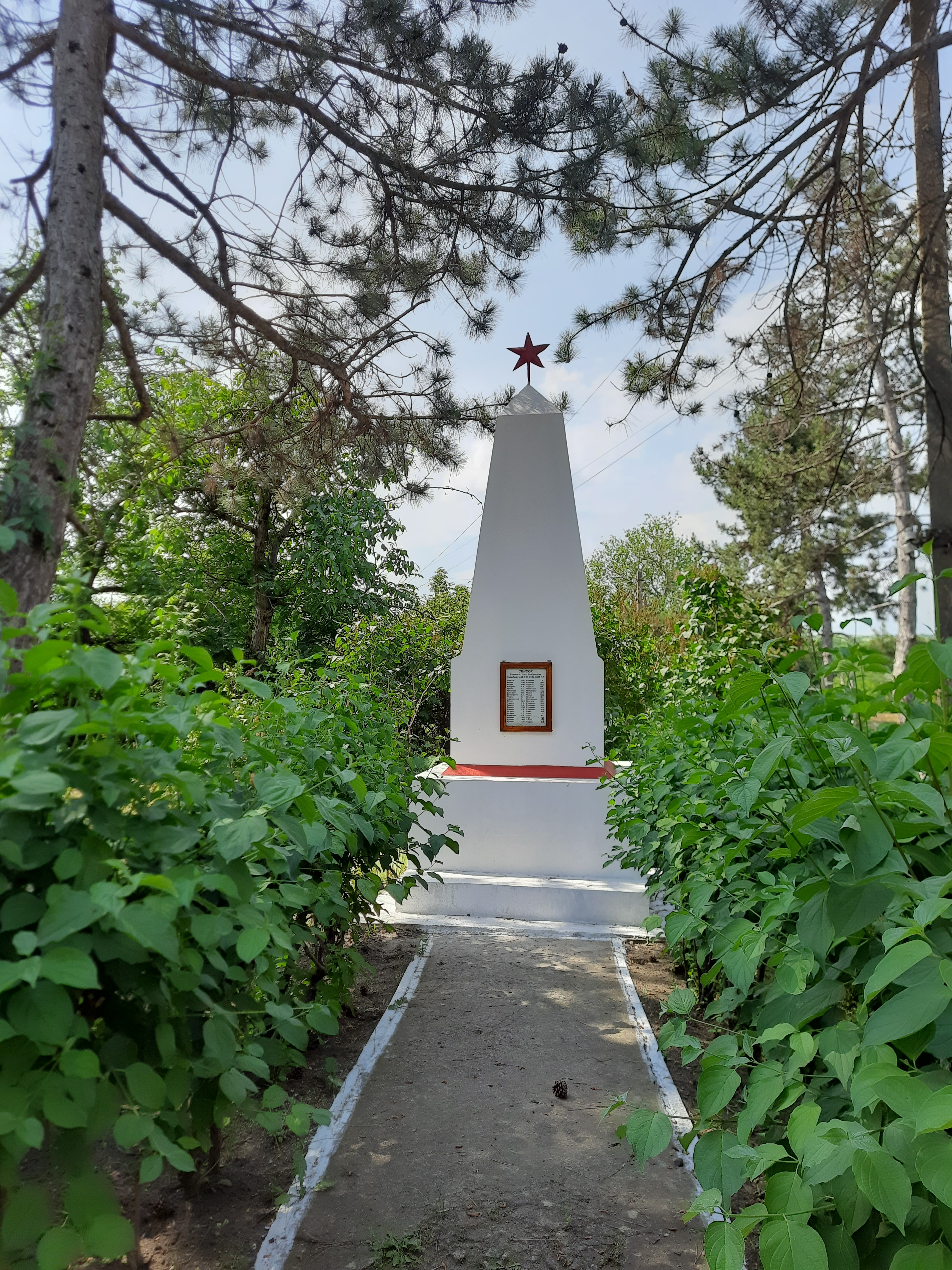
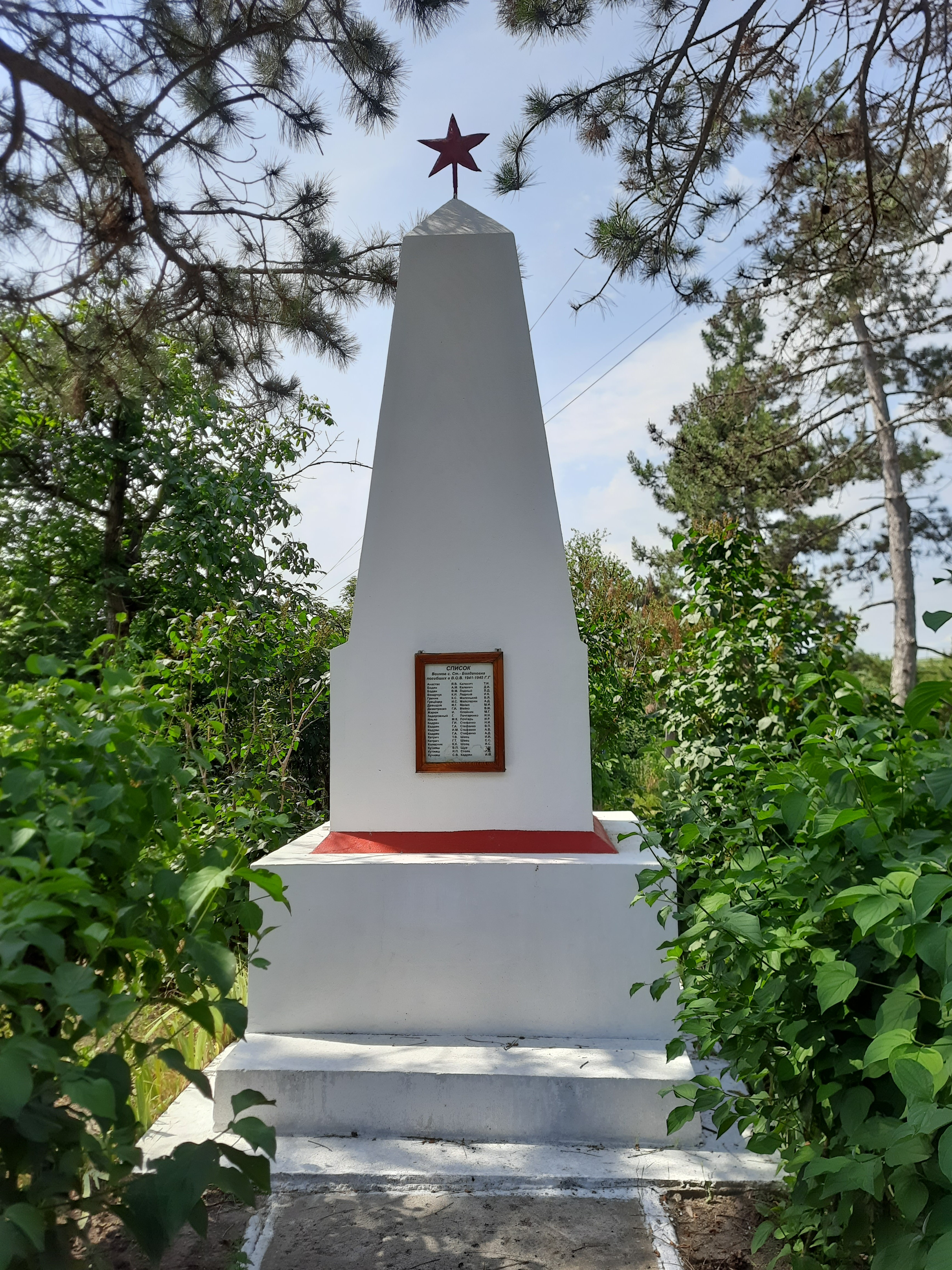
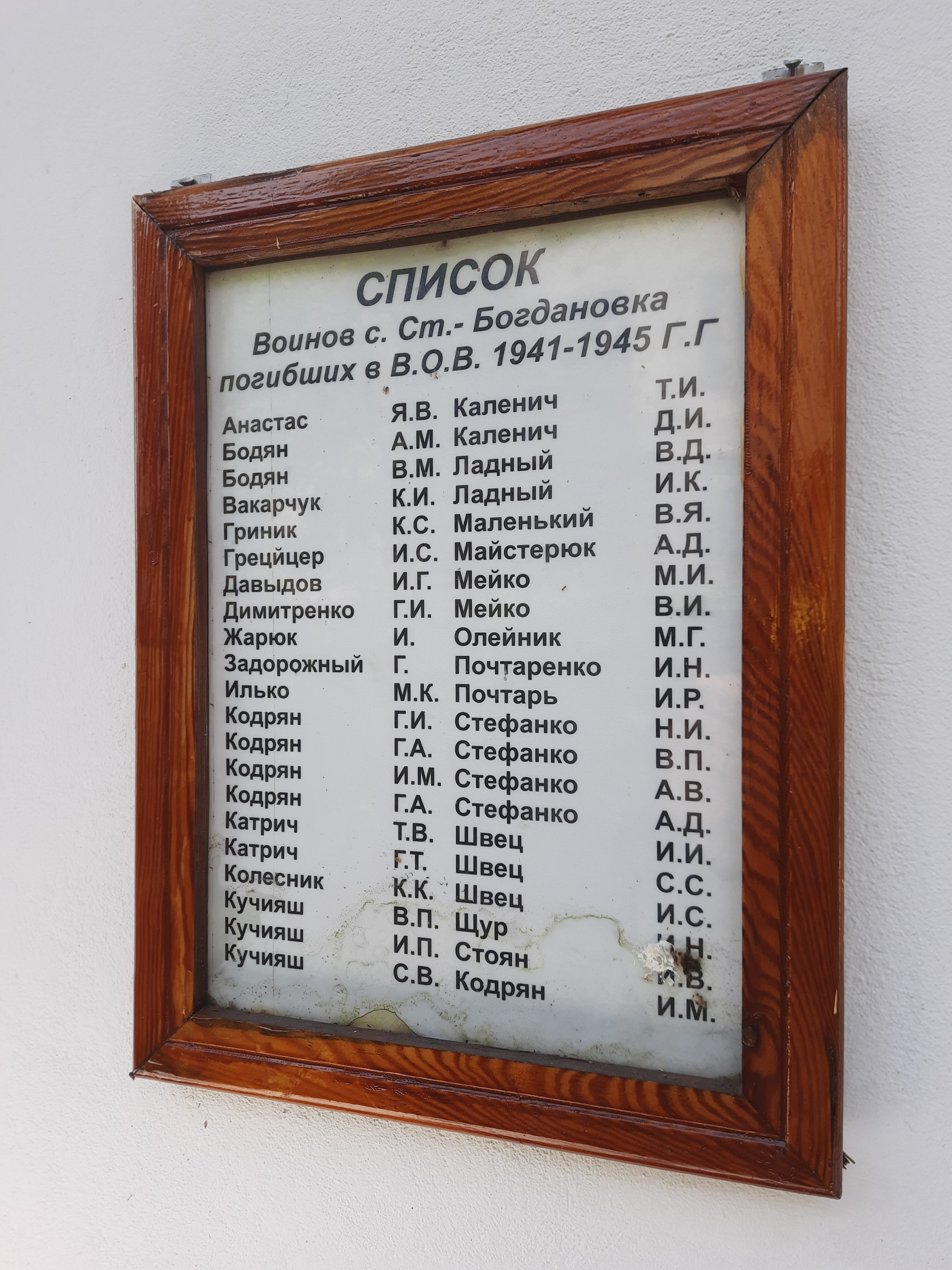
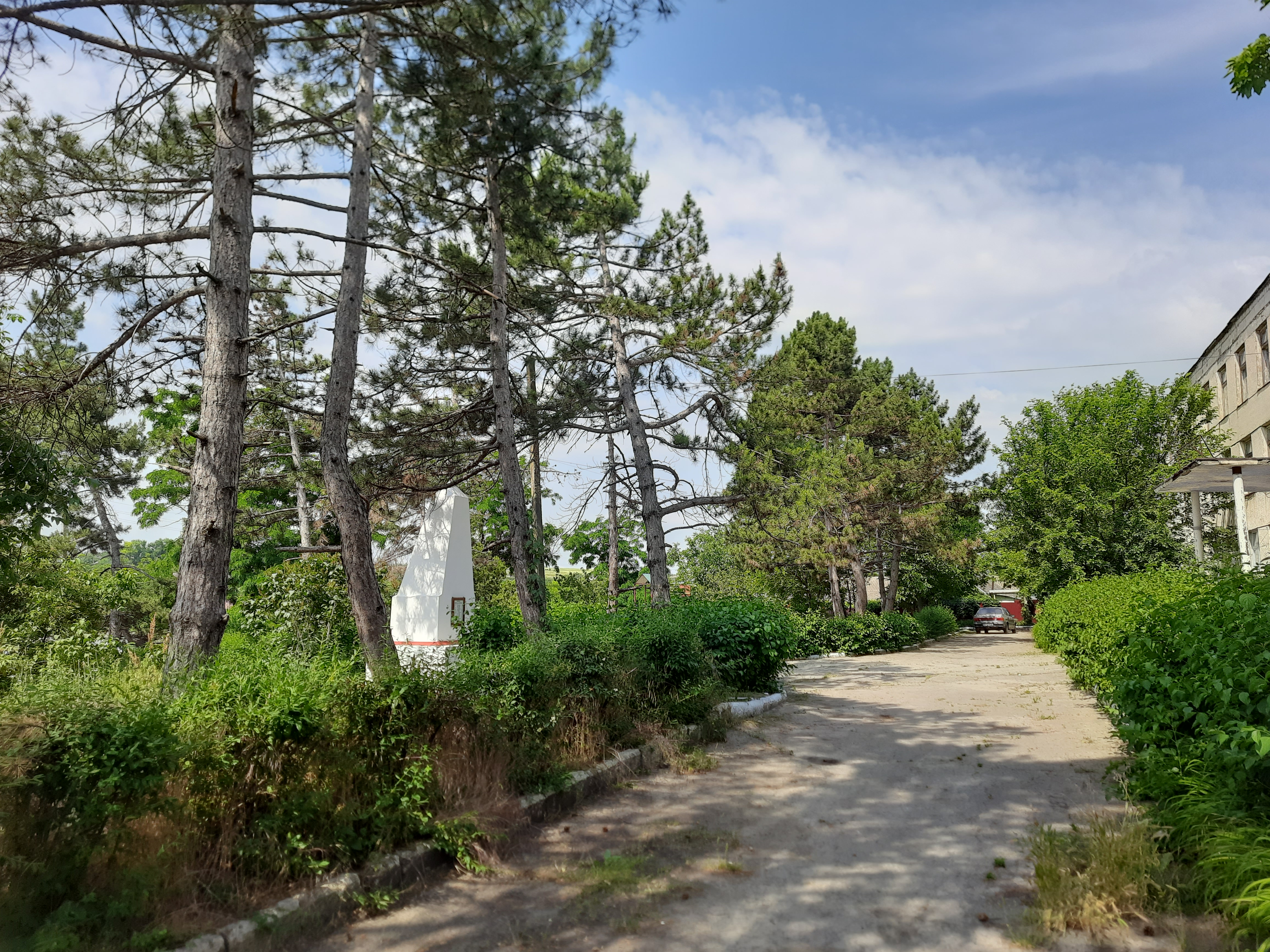
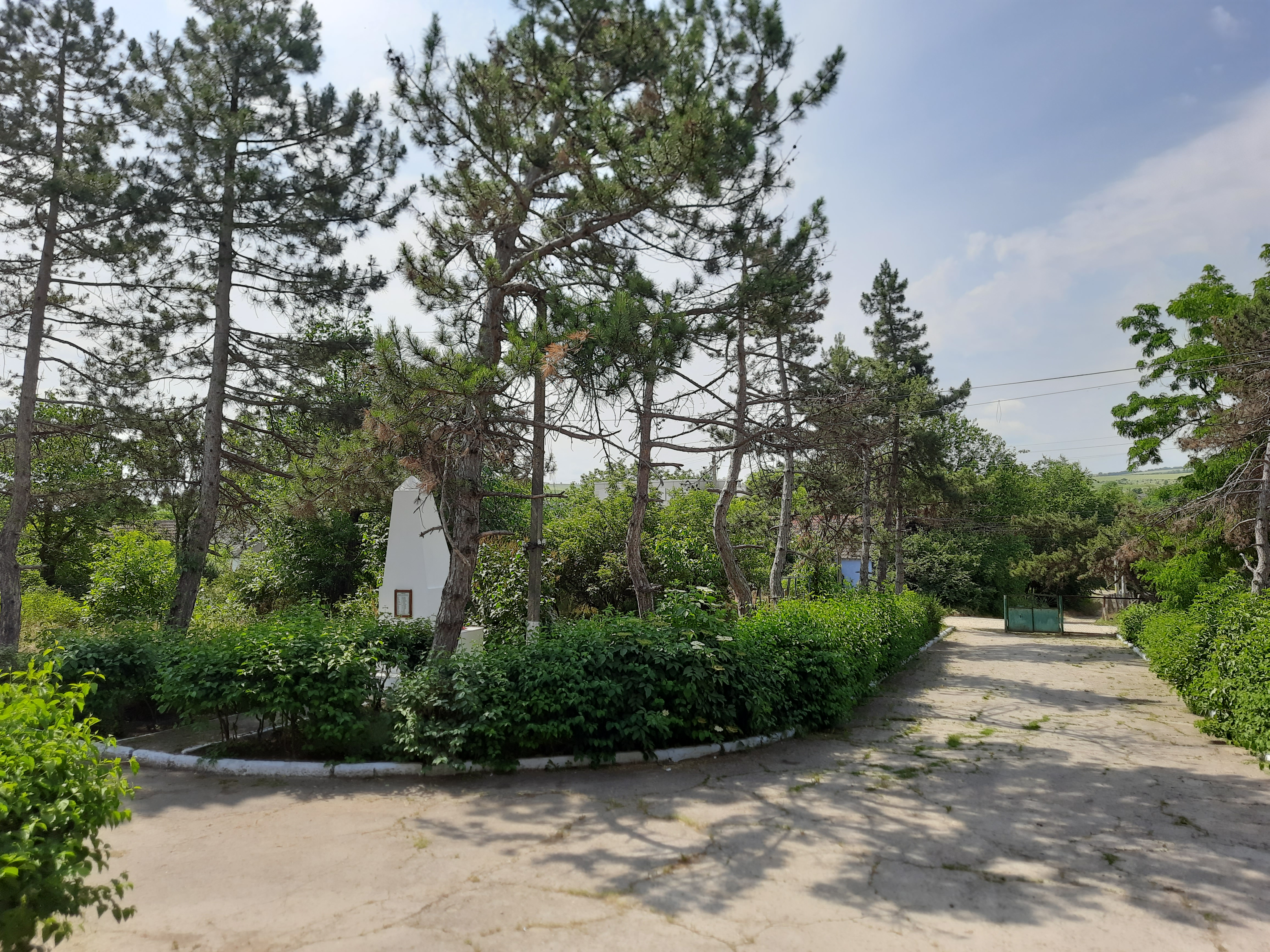
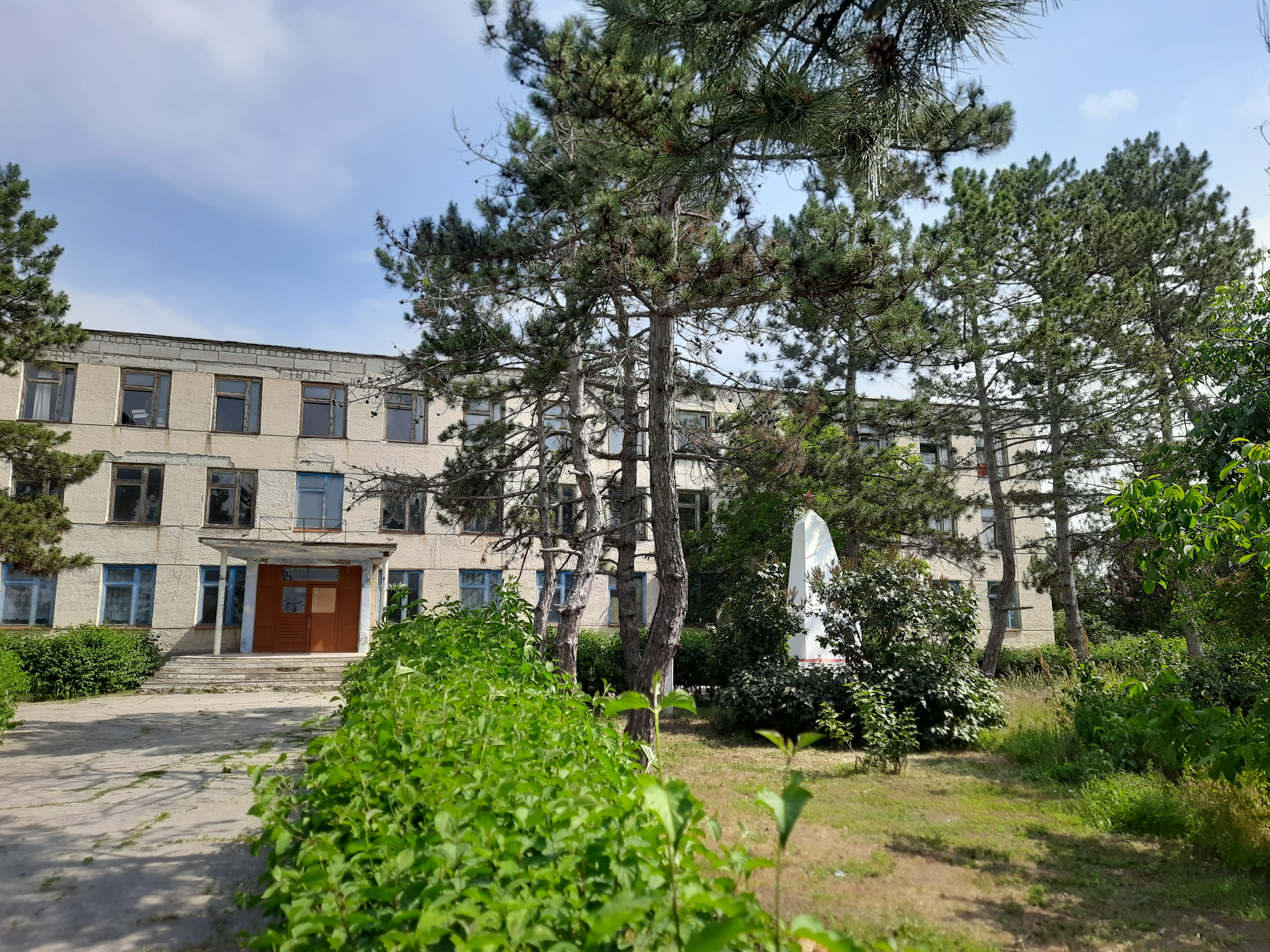

Biserica „Acoperământul Maicii Domnului” din localitate, monument ocrotit de stat.
Monumentul în memoria consătenilor căzuți în Al Doilea Război Mondial